# Klooster van Pietralba

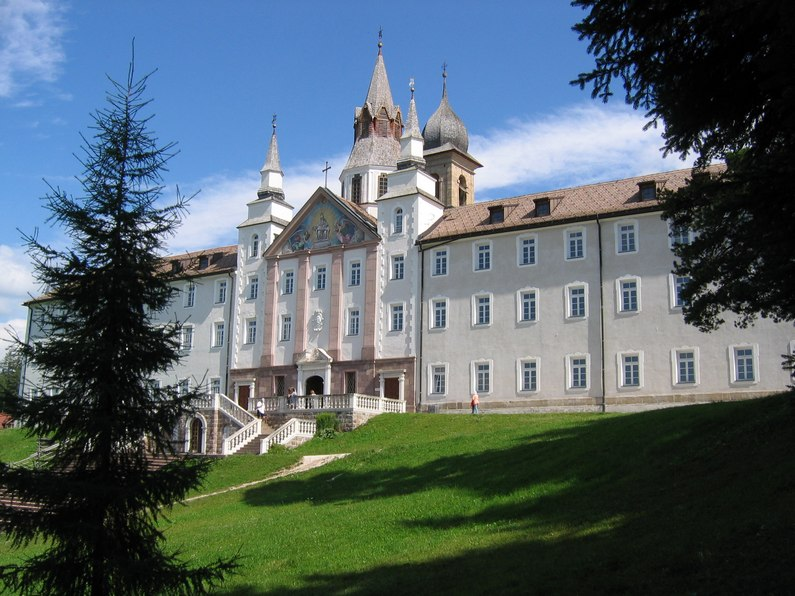
Het Klooster van Pietralba

Het Heiligdom van Pietralba (Duits: Maria Weißenstein) is een heiligdom in Zuid-Tirol, Italië, ten zuidoosten van Bolzano, op 1520 m boven zeeniveau, in het dal van Laives, in de gemeente Nova Ponente.
Het klooster van Pietralba vindt zijn oorsprong in 1553 toen Maria hier verschenen zou zijn aan de bergboer Leonard Weißensteiner. Uit dankbaarheid bouwde hij een kapel, waar passanten om bijstand konden bidden. Deze kapel, die de Oorsprongskapel werd genoemd, werd al snel een bedevaartsoord voor talloze pelgrims.
In 1673 werd er een kerk gebouwd. Tussen 1719 en 1722 werd deze kerk in de stijl van de barok herbouwd. Op last van de Rooms-Duitse keizer Jozef II werd het inmiddels op deze plaats gestichte klooster voor een groot deel vernietigd, maar het werd in 1800 weer helemaal opgebouwd.
In 1885 werd het in de kerk bewaarde beeld van Onze-Lieve-Vrouw van Smarten door de aartsbisschop van Trente gekroond. De ceremonie werd bijgewoond door 130 priesters en 15.000 gelovigen. Het klooster wordt bewoond door de paters servieten van Maria. Paus Johannes Paulus I hield – toen hij patriarch van Venetië was – zijn jaarlijkse vakantie hier. In 1988 bezocht diens opvolger, paus Johannes Paulus II het heiligdom.